# Amor y sexo (Safo '63)
Amor y sexo (Safo '63), és una pel·lícula mexicana del 1964 protagonitzada por María Félix i Julio Alemán, i dirigida per Luis Alcoriza. Es va estrenar a Mèxic el 14 de maig de 1964. Està basada en la novel·la Safo, de l'escriptor francès Alphonse Daudet.

## Argument
Diana (María Félix) és una dona madura amb una vida plena d'aventures romàntiques, que viu una vida de prostitució i drogues en els cercles de l'alta societat mexicana. Diana s'enamora de Raúl (Julio Alemán), un home deu anys més jove. El gran secret de Diana és un antic amant, al qual cada setmana visita a la presó. Aviat, la vida i el passat de Diana seran un turment per a Raúl.

## Repartiment
- María Félix: Diana
- Julio Alemán: Raúl Solana
- Julio Aldama: Mauricio
- Augusto Benedico: Carlos
- José Gálvez: Llicenciat Miguel Gaudal
- Laura Garcés: Laura
- Fernando Luján: «Gallina»
- Rogelio Guerra: Intern

## Comentaris
És l'única pel·lícula on la diva mexicana María Félix realitza un nu parcial, mostrant breument el pit.